# Almocreve
Os almocreves eram pessoas que conduziam animais de carga e/ou mercadorias de uma terra para outra em Portugal, durante a Idade Média e até tempos bem recentes — meados do século XX.
Numa época de comunicações limitadas, os almocreves eram essenciais como agentes de comunicação intercomunitária (além de serem indispensáveis ao abastecimento de bens às vilas e cidades). De entre as rotas de abastecimento mais importantes, as de maior destaque eram as que levavam os almocreves a transportar peixe do litoral para o interior e, no sentido inverso, cereais. Não confundir almocreves com mercadores, pois na maior parte das vezes os bens que transportavam não eram propriedade sua, embora fosse comum um almocreve ser também mercador.
No Brasil, o famoso cangaceiro Lampião foi almocreve, chegando mesmo a cambitar para o município afastado de Delmiro Gouveia em Alagoas.
É bem verdadeira a informação de que Lampião exerceu de fato a profissão de almocreve, antes de tornar-se cangaceiro. Inclusive, consta uma citação em versos atribuídos a ele e que diz: "Eu em toda a minha vida/ Nunca fui cabra de peia/ Antes de ser cangaceiro/ Respeitei a filha alheia/ Trabalhei e almocrevei/ Pra Seu Delmiro Gouveia".